# Ana Margarita de San José
Ana Margarita de Austria (?, ca. 1632-Madrid, 1658), de nom religiós Ana Margarita de San José, va ser una religiosa agustina recol·lecta espanyola. Coneguda per ser filla natural de Felip IV de Castella, va ser encomanada des de molt petita, quan tenia només dos anys, a la priora Mariana de San José i la resta de monges del Reial Monestir de l'Encarnació de Madrid. Hi va estar amagada fins poc abans de prendre els hàbits, el 3 de gener de 1649. El 13 de novembre del mateix any també prengué el vel, en una cerimònia molt recordada per la seva fastuositat i riquesa. Finalment, professà al mateix convent el 12 de gener de 1650. Arribà a ser sotspriora de la comunitat el 1657. Va morir el 1658 als 26 anys i va ser enterrada al cor del monestir.